# Auberives-sur-Varèze
Pour les articles homonymes, voir Auberives et Varèze (homonymie).
Auberives-sur-Varèze est une commune française située dans le département de l'Isère, en région Auvergne-Rhône-Alpes.

## Géographie

### Situation et description
Auberives-sur-Varèze est située à 12 km de Vienne et sur la rivière Varèze, un affluent gauche du Rhône. Bien que située dans l'aire urbaine de Vienne, la commune est rattachée à la communauté de communes Entre Bièvre et Rhône.

### Communes limitrophes
Le territoire de la commune est limitrophe de ceux de six autres communes :

### Hydrographie
Le territoire communal est traversé par la Varèze, un affluent gauche du Rhône

### Climat
Pour des articles plus généraux, voir Climat d'Auvergne-Rhône-Alpes et Climat de l'Isère.
En 2010, le climat de la commune est de type climat du Bassin du Sud-Ouest, selon une étude du Centre national de la recherche scientifique s'appuyant sur une série de données couvrant la période 1971-2000. En 2020, Météo-France publie une typologie des climats de la France métropolitaine dans laquelle la commune est dans une zone de transition entre le climat semi-continental et le climat de montagne et est dans la région climatique Moyenne vallée du Rhône, caractérisée par un bon ensoleillement en été (fraction d’insolation > 60 %), une forte amplitude thermique annuelle (4 à 20 °C), un air sec en toutes saisons, orageux en été, des vents forts (mistral), une pluviométrie élevée en automne (250 à 300 mm).
Pour la période 1971-2000, la température annuelle moyenne est de 12,1 °C, avec une amplitude thermique annuelle de 18 °C. Le cumul annuel moyen de précipitations est de 797 mm, avec 8,6 jours de précipitations en janvier et 6,1 jours en juillet. Pour la période 1991-2020, la température moyenne annuelle observée sur la station météorologique de Météo-France la plus proche, « Reventin », sur la commune de Reventin-Vaugris à 5 km à vol d'oiseau, est de 12,9 °C et le cumul annuel moyen de précipitations est de 775,7 mm,. Pour l'avenir, les paramètres climatiques de la commune estimés pour 2050 selon différents scénarios d'émission de gaz à effet de serre sont consultables sur un site dédié publié par Météo-France en novembre 2022.

### Voies de communication et transports
On peut accéder au centre de la commune en empruntant l'autoroute A7 depuis Vienne-sud (au nord) ou Chanas (au sud).
- 11 Vienne-Sud à 33N ou 4 km (vers Marseille).
- 12 Chanas à 24 km : (vers Roussillon et Saint-Maurice-l'Exil).

La route nationale 7 (RN7) traverse le territoire de la commune.

## Urbanisme

### Typologie
Au 1er janvier 2024, Auberives-sur-Varèze est catégorisée ceinture urbaine, selon la nouvelle grille communale de densité à sept niveaux définie par l'Insee en 2022.
Elle appartient à l'unité urbaine d'Auberives-sur-Varèze, une agglomération intra-départementale regroupant deux  communes, dont elle est ville-centre,,. Par ailleurs la commune fait partie de l'aire d'attraction de Lyon, dont elle est une commune de la couronne,. Cette aire, qui regroupe 397 communes, est catégorisée dans les aires de 700 000 habitants ou plus (hors Paris),.

### Occupation des sols
L'occupation des sols de la commune, telle qu'elle ressort de la base de données européenne d’occupation biophysique des sols Corine Land Cover (CLC), est marquée par l'importance des territoires agricoles (73,2 % en 2018), en diminution par rapport à 1990 (74,7 %). La répartition détaillée en 2018 est la suivante : 
cultures permanentes (32,8 %), terres arables (32,7 %), forêts (13,9 %), zones urbanisées (13 %), zones agricoles hétérogènes (4,2 %), prairies (3,5 %). L'évolution de l’occupation des sols de la commune et de ses infrastructures peut être observée sur les différentes représentations cartographiques du territoire : la carte de Cassini (XVIIIe siècle), la carte d'état-major (1820-1866) et les cartes ou photos aériennes de l'IGN pour la période actuelle (1950 à aujourd'hui).

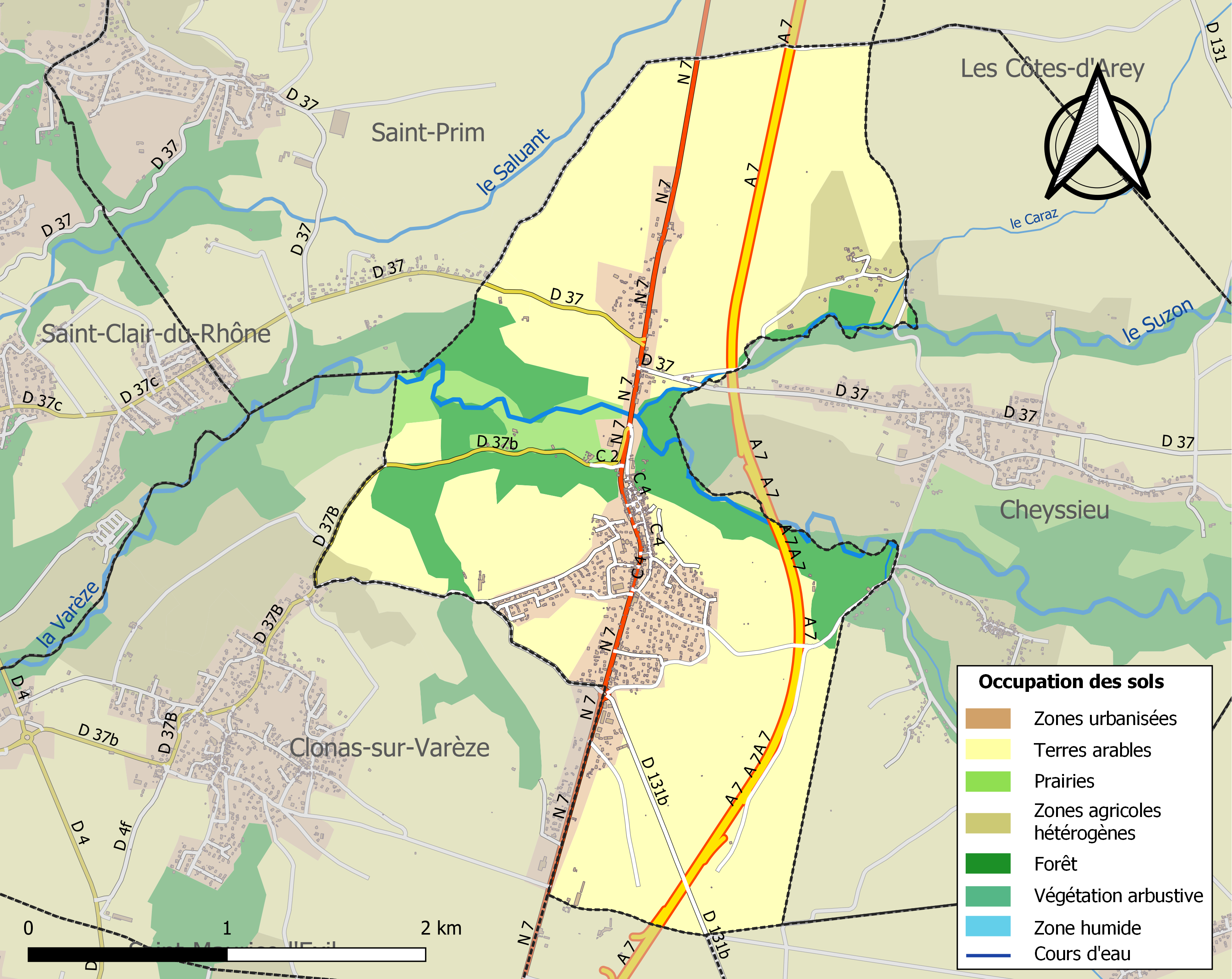
Carte des infrastructures et de l'occupation des sols de la commune en 2018 (CLC).

### Habitat et logement
En 2018, le nombre total de logements dans la commune était de 647, alors qu'il était de 606 en 2013 et de 553 en 2008.
Parmi ces logements, 89 % étaient des résidences principales, 0,3 % des résidences secondaires et 10,7 % des logements vacants. Ces logements étaient pour 86,8 % d'entre eux des maisons individuelles et pour 13,2 % des appartements.
Le tableau ci-dessous présente la typologie des logements à Auberives-sur-Varèze en 2018 en comparaison avec celle de l'Isère et de la France entière. Une caractéristique marquante du parc de logements est ainsi une proportion de résidences secondaires et logements occasionnels (0,3 %) inférieure à celle du département (8,3 %) et  à celle de la France entière (9,7 %). Concernant le statut d'occupation de ces logements, 79,1 % des habitants de la commune sont propriétaires de leur logement (77,9 % en 2013), contre 61,1 % pour l'Isère et 57,5 % pour la France entière.
| Typologie                                               | Auberives-sur-Varèze | Isère | France entière |
| ------------------------------------------------------- | -------------------- | ----- | -------------- |
| Résidences principales (en %)                           | 89                   | 84    | 82,1           |
| Résidences secondaires et logements occasionnels (en %) | 0,3                  | 8,3   | 9,7            |
| Logements vacants (en %)                                | 10,7                 | 7,7   | 8,2            |

## Toponymie
Auberives porta plusieurs noms : Auberives de Vienne, Auberives de Roussillon. Elle est renommée Auberives-sur-Varèze, en 1938 du nom de la rivière qui la traverse et sans doute pour la distinguer d'une autre commune de l'Isère, Auberives-en-Royans.
Son nom provient du latin Alba Ripa signifiant  « Blanche Rive », en raison de la présence dans le sol de kaolin, exploité autrefois par les potiers.

## Histoire
L'histoire d'Auberives est très ancienne, comme celle des communes voisines du nord du canton.
Vestige le plus ancien la Grande Borne, caillou roulé par les glaciers, à la croisée des communes de Roussillon à Assieu, et d'Auberives à Ville-sur-Anjou. Il fut, parait-il, utilisée par les druides...
Au XIe siècle, le territoire était couvert d'une immense forêt, peuplée surtout de cerfs et de sangliers. Au XIIe siècle, on chassait aussi les loups, dont le souvenir aurait donné son nom à la forêt de Louze. À la fin du XIe siècle, le seigneur d'Auberives était un chevalier vassal de Roussillon, nommé Angérius. Au début du XVe siècle, le seigneur d'Auberives est Louis II de Chalon-Arlay, prince d'Orange, allié du duc de Bourgogne. Au moment de la bataille d'Anthon du 11 juin 1430, le château est assiégé et démantelé par Raoul de Gaucourt, gouverneur du Dauphiné. Depuis cette date, le château n'est plus qu'une ruine. Un pan de mur subsistant sert en partie d'enceinte au cimetière actuel.

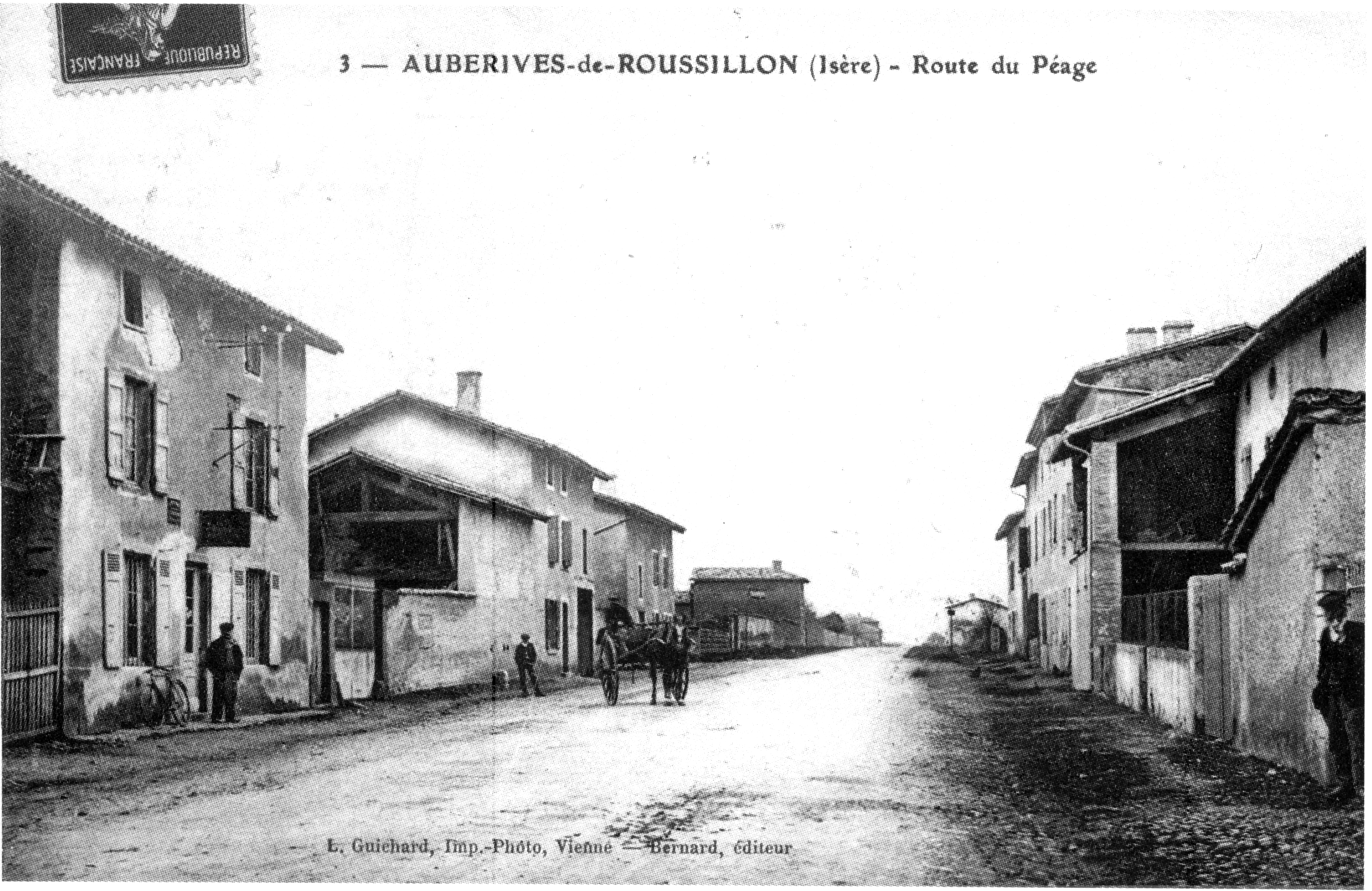
La route du péage en 1910.

## Politique et administration

### Rattachements administratifs et électoraux

#### Rattachements administratifs
La commune se trouve dans l'arrondissement de Vienne du département de l'Isère.
Après avoir été le chef-lieu d'un fugace canton de 1793 à 1801, elle faisait partie depuis cette date du canton de Roussillon. Dans le cadre du redécoupage cantonal de 2014 en France, cette circonscription administrative territoriale a disparu, et le canton n'est plus qu'une circonscription électorale.

#### Rattachements électoraux
Pour les élections départementales, la commune fait partie depuis 2014 du canton de Vienne-2
Pour l'élection des députés, elle fait partie de la huitième circonscription de l'Isère.

### Intercommunalité
Auberives-sur-Varèze était membre de la communauté de communes du Pays Roussillonnais, un établissement public de coopération intercommunale (EPCI) à fiscalité propre créé en 1992 et auquel la commune avait transféré un certain nombre de ses compétences, dans les conditions déterminées par le code général des collectivités territoriales.
Cette intercommunalité a fusionné avec sa voisine pour former, le 1er janvier 2019, la communauté de communes Entre Bièvre et Rhône, dont est désormais membre la commune.

### Liste des maires
| Période                                  | Période                 | Identité            | Étiquette | Qualité                                                                    |
| ---------------------------------------- | ----------------------- | ------------------- | --------- | -------------------------------------------------------------------------- |
| Les données manquantes sont à compléter. |                         |                     |           |                                                                            |
| 1947                                     | mars 1983               | René Gay,           |           |                                                                            |
| mars 1983                                |                         | Guy Brenier,        |           |                                                                            |
| Les données manquantes sont à compléter. |                         |                     |           |                                                                            |
| mars 2001                                | mai 2020                | Nicole Bernard      |           |                                                                            |
| mai 2020                                 | septembre 2022,         | Dorothée Zaborowski |           | Employée Mandat écourté par la démission d'une partie du conseil municipal |
| septembre 2022                           | En cours (au 10/5/2023) | Nelly Claret        |           | Profession intermédiaire administrative de la fonction publique            |

## Population et société

### Démographie
L'évolution du nombre d'habitants est connue à travers les recensements de la population effectués dans la commune depuis 1793. Pour les communes de moins de 10 000 habitants, une enquête de recensement portant sur toute la population est réalisée tous les cinq ans, les populations de référence des années intermédiaires étant quant à elles estimées par interpolation ou extrapolation. Pour la commune, le premier recensement exhaustif entrant dans le cadre du nouveau dispositif a été réalisé en 2004.

En 2022, la commune comptait 1 465 habitants, en évolution de −1,48 % par rapport à 2016 (Isère : +3,07 %, France hors Mayotte : +2,11 %).
| 1793  | 1800 | 1806 | 1821 | 1831 | 1836 | 1841 | 1846 | 1851 |
| ----- | ---- | ---- | ---- | ---- | ---- | ---- | ---- | ---- |
| 1 512 | 357  | 499  | 610  | 694  | 753  | 712  | 750  | 776  |

| 1856 | 1861 | 1866 | 1872 | 1876 | 1881 | 1886 | 1891 | 1896 |
| ---- | ---- | ---- | ---- | ---- | ---- | ---- | ---- | ---- |
| 670  | 650  | 664  | 616  | 619  | 557  | 569  | 535  | 532  |

| 1901 | 1906 | 1911 | 1921 | 1926 | 1931 | 1936 | 1946 | 1954 |
| ---- | ---- | ---- | ---- | ---- | ---- | ---- | ---- | ---- |
| 530  | 514  | 482  | 466  | 432  | 450  | 460  | 493  | 506  |

| 1962 | 1968 | 1975 | 1982 | 1990 | 1999  | 2004  | 2006  | 2009  |
| ---- | ---- | ---- | ---- | ---- | ----- | ----- | ----- | ----- |
| 498  | 548  | 651  | 710  | 896  | 1 159 | 1 350 | 1 395 | 1 459 |

| 2014  | 2019  | 2022  | - | - | - | - | - | - |
| ----- | ----- | ----- | - | - | - | - | - | - |
| 1 472 | 1 480 | 1 465 | - | - | - | - | - | - |

Entre 1790 et 1793, les communes de Cheyssieu, Clonas-sur-Varèze, Saint-Alban-du-Rhône et Saint-Prim fusionnent au sein d'Auberives. Ces communes reprennent leur autonomie entre 1795 et 1800, ce qui explique le pic de population constaté uniquement en 1793 (1 512 habitants).

### Enseignement
La commune est rattachée à l'académie de Grenoble.

### Médias
Historiquement, le quotidien à grand tirage Le Dauphiné libéré consacre, chaque jour, y compris le dimanche, dans son édition du Nord-Isère (Vienne), un ou plusieurs articles à l'actualité du canton et quelquefois de la commune, ainsi que des informations sur les éventuelles manifestations locales, les travaux routiers, et autres événements divers à caractère local.

### Cultes
La communauté catholique et l'église d'Auberives (propriété de la commune) dépendent de la paroisse Saint-Pierre en pays Roussillonais qui recouvre plusieurs autres communes. Cette paroisse est rattachée au diocèse de Grenoble-Vienne.

## Économie
Sur une surface de 704 hectares, malgré la très forte diminution du nombre d'agriculteurs, Auberives est toujours une commune essentiellement agricole exploitant, avec les prairies et les bois de la Varèze, des espaces importants d'arbres fruitiers, avec quelques champs conservant les cultures traditionnelles.

## Culture locale et patrimoine

### Lieux et monuments
- Église Saint-Roch du XIXe siècle, dont la restauration a eu lieu de 2021 à 2023[27],[28]. mode="packed"
- Ruines du château fort d'Auberives, du XIIe siècle[29].

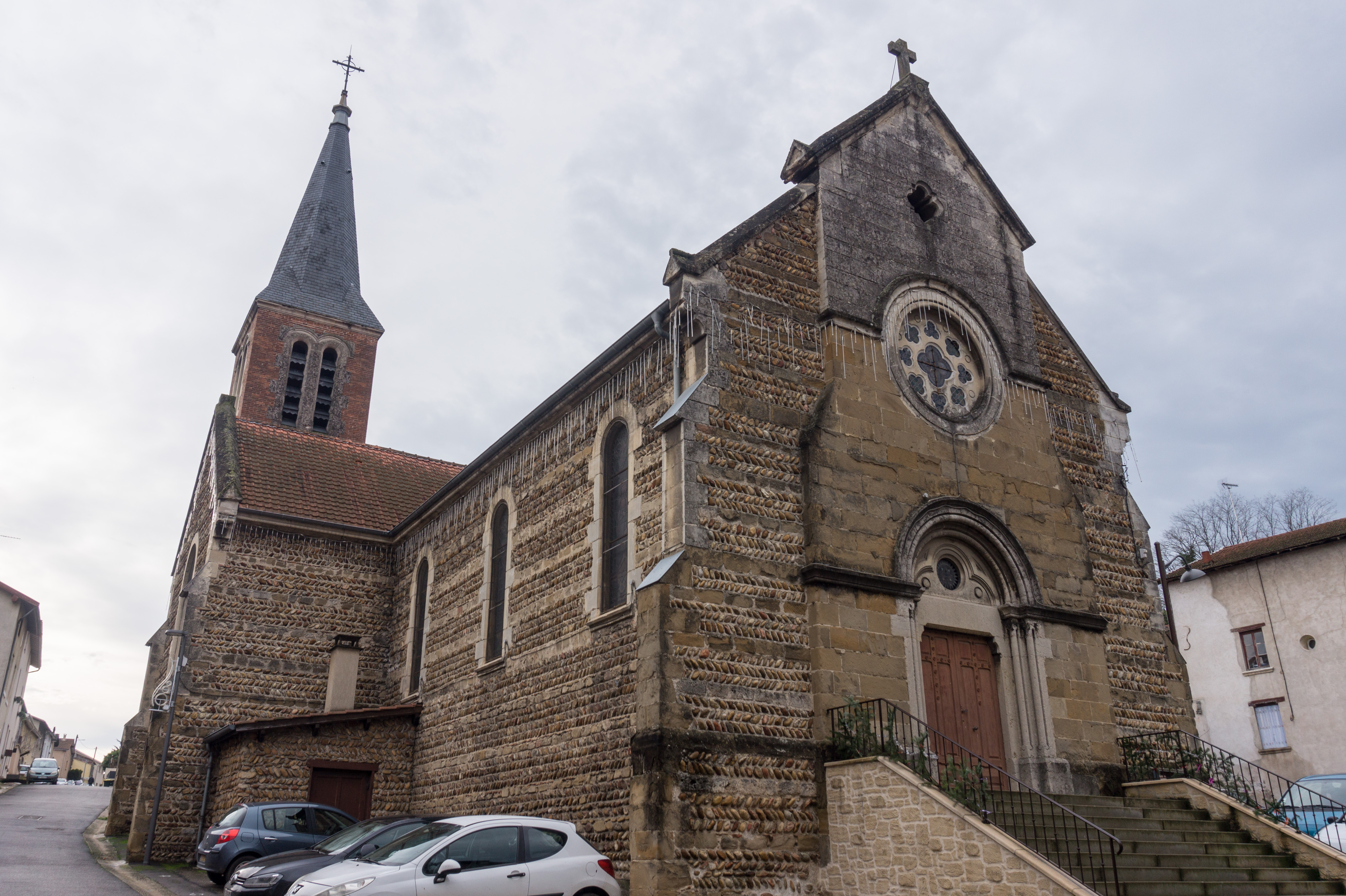
Face avant de l'église.
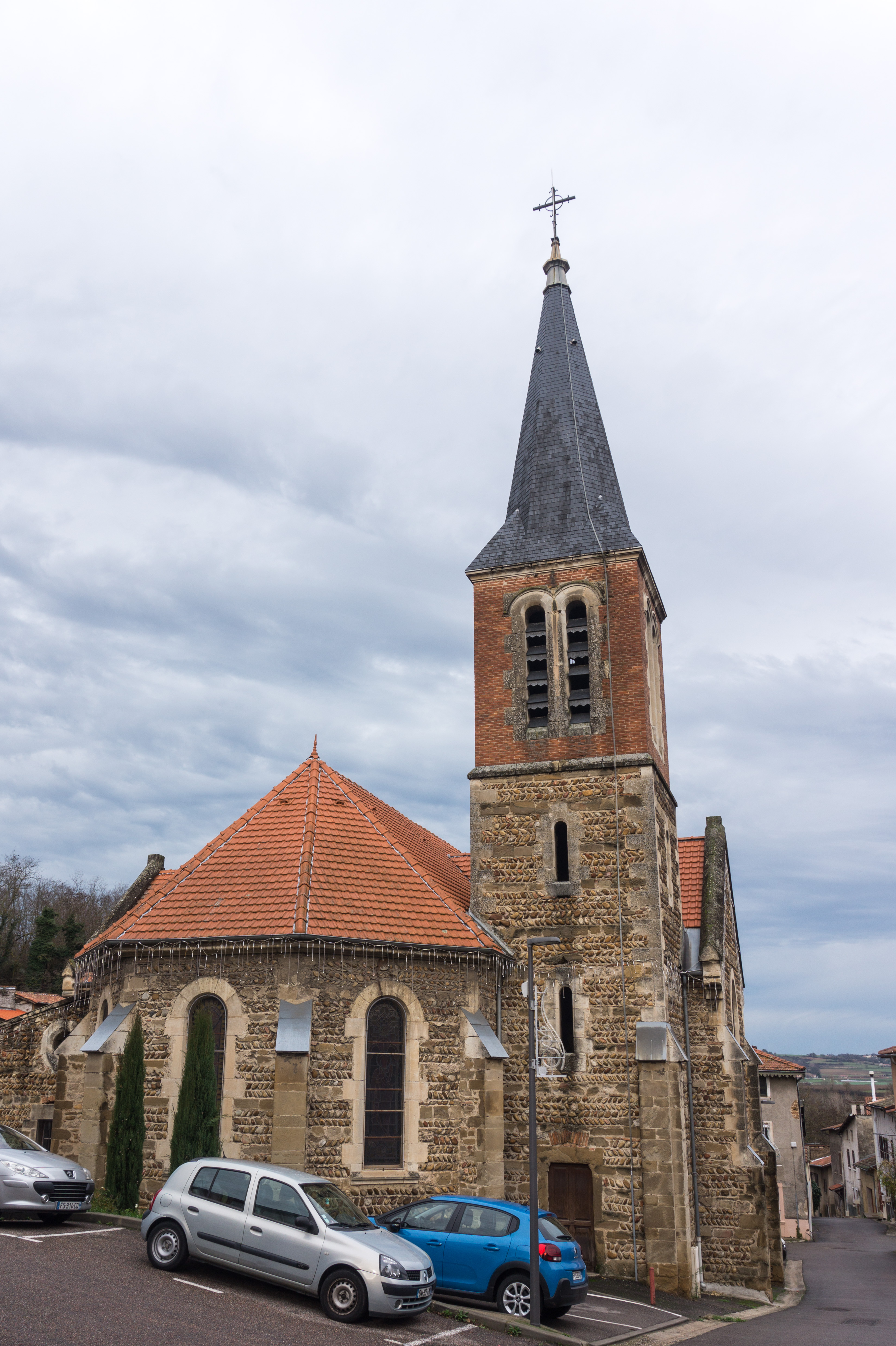
Face arrière de l'église.

### Personnalités liées à la commune
Louis Mandrin, le contrebandier, est passé par là en rayonnant dans la région. Il avait un repaire à Reventin (4 km).[réf. nécessaire]

## Pour approfondir